# Бираговы

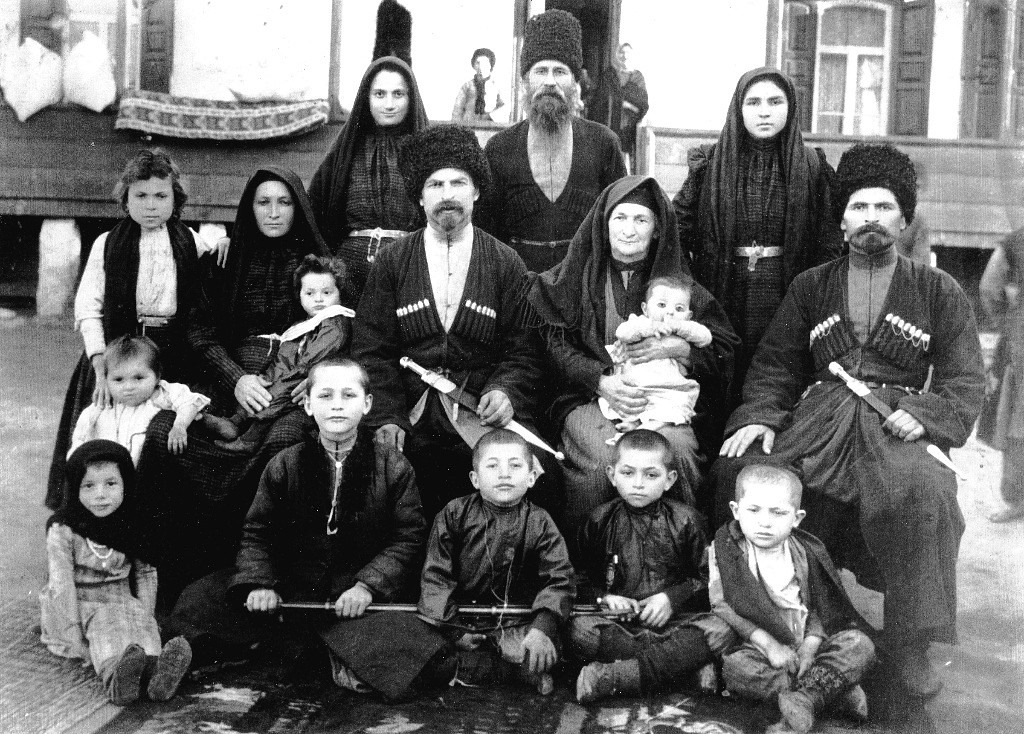

Бира́говы (осет. Бирæгътæ) — осетинская фамилия.

## Антропонимика
Бирæгътæ — из осетинского [бирæгъ] — ‘волк’

## Происхождение
Бираговы происходят из алагирского селения Цамад. Отец Бирага по имени Антут изначально жил в с. Верхний Унал, но затем переселился в Дагом. Здесь он обязался пять лет поработать у Хнеовых, в результате он женился на его дочери и получил земельный участок.
Также часть этой фамилии проживали в Зругском ущелье, они занимали селения Аддагкау и Фаллагкау. К 1911 году тут проживали четыре фамилии: Бираговы, Гуссаловы, Кучиевы и Хасиевы. Собственно представителей Бираговых здесь насчитывалось 161 человек.
В настоящее время большая часть Бираговых проживает во Владикавказе, Рассвете, Кирово, Лабе. В целом по Осетии их насчитывается около 185 семей.

## Генеалогия
Арвадалта
Касабиевы, Пагиевы, Созиевы, Тотиковы, Урумовы

### Генетическая генеалогия
742499 — G2a1a1a1b1 (DYS505=9, YCAII=19,21, DYS438=9, DYS391=9, DYS455=11)
276897 — G2a1a1a1b1a (DYS505=9, YCAII=19,21, DYS438=9, DYS391=9, DYS455=12)

## Известные представители
- Алан Олегович Бирагов (1984) ― чемпион России по армспорту (2004).
- Александр (Заурбек) Николаевич Бирагов (1906—1955) ― известный хореограф, артист, педагог.
- Бэла Маирбековна Бирагова — кандидат политических наук, научный сотрудник отдела социально-политических исследований.
- Константин Александрович Бирагов (1936—1999) — народный артист России, один из самых ярких актёров осетинского театра и кино.
- Юрий Григорьевич Бирагов (1938) — руководитель Северо-Осетинского отделения «РСПП», трижды избирался депутатом Верховного Совета РСО-А, председатель Правительства РСО-А (1995—1998).